# Sepp Vees
Sepp Vees est un peintre allemand né le 11 novembre 1908 à Gundershofen (Schelklingen) et mort le 1er décembre 1989 à Flacht (Weissach), appartenant au courant expressionnisme allemand.
Il a toujours vécu à Flacht, un petit village du Bade-Wurtemberg. Il se définissait lui-même comme étant un peintre expressif : peindre les couleurs de Paul Cézanne avec la spontanéité de Max Slevogt, Lovis Corinth et de Liebermann, voilà ce qu'il tentera d'exprimer tout au long de sa vie au travers de ses toiles...

## Biographie
1927-1929 : études à l'académie des beaux-arts de Cassel. Il fut l'élève de Georg Burmester.
1929 : membre cofondateur de la Stuttgarter Neuen Sezession
Appartenant au groupe de la Stuttgarter Neuen Sezession, le nouveau mouvement pictural, né en signe de protestation et de désaccord quant aux principes rigides de l’ancien groupe : la « Stuttgarter Sezession ». Sepp Vees participera consécutivement à deux des trois grandes expositions du groupe en 1931 et 1932.
À l’époque, les artistes désireux de rallier ce groupe devaient passer trois fois devant un jury officiel, sans aucune certitude de pouvoir exposer un jour…
La « Stuttgarter Neuen Sezession » voit officiellement le jour en 1929 : Manfred Pahl (1900- 1994) –il est le seul à avoir appartenu également à l’ancienne Sezession- Wilhelm Geyer (1900-1968), Manfred Henninger (1894-1985), Alfred Lehmann (1899-1979) et Gustav Schopf (1888-1986), mais aussi Erhardt Brude, Wilhelm H.Kohler ou Heinrich Wagenbaur en seront les investigateurs. La première exposition du groupe a lieu le 20 août 1929, à Stuttgart.
1929-1932 : étude à l'académie des beaux-arts de Stuttgart, sous la tutelle de Robert Breyer.
1933 : installation définitive à Flacht. Son atelier se trouve dans le fond du jardin, un havre d'inspiration et de paix.
1939-1945 : pacifiste convaincu, il est d'abord secrétaire à Paris pour le régime de l'époque, ensuite conduit sur le front russe, où il s'occupe et soigne les chevaux... Il rentrera en Allemagne en 1945, sur une monture de fortune.
Après 1945 : peintre indépendant.
Il effectua de nombreux voyages d'études en Italie, aux Pays-Bas, en Belgique, France notamment en Bretagne, Autriche, Angleterre, Turquie et Tunisie... De ces différents voyages, il reste de nombreuses toiles.
Ses sujets de prédilection sont les paysages des alentours de la campagne de Flacht, mais aussi de nombreuses natures mortes (bouquets de fleurs, fruits et légumes...).
Il réalise bon nombre de vitraux pour des églises - sévèrement abîmées durant la guerre -, tant en Allemagne qu'en Angleterre, mais également pour des écoles et des édifices communaux dans les environs de Stuttgart. Il s'adonne également à la céramique.
Près de 40 toiles ont été offertes en donation par les enfants de la famille à la petite commune de Flacht et sont aujourd'hui visibles dans un musée qui porte son nom : la galerie Sepp Vees.
La plupart des toiles de Sepp Vees se trouvent dans des collections particulières, aussi bien en Allemagne qu'à l'étranger. Une biographie complète de l'artiste est actuellement en cours de réalisation et en 2008 sera célébré le centenaire de sa naissance.

## Galerie
- Sepp Vees
- Site internet en français relatif à Sepp Vees